# Al-Najaf FC
Al-Najaf FC (język arabski:نادي النجف لكرة القدم) – iracki klub piłkarski z siedzibą w An-Nadżaf. Klub gra w Irackiej Premier League.

## Turnieje międzynarodowe
- Azjatycka Liga Mistrzów
  - 2007 - faza grupowa

## Znani trenerzy
- Mohammed Hussein
- Alwan Mena
- Nasrat Nasser
- Hatif Shamran
- Wathik Naji
- Najeh Humoud (1988–91), (1993–03)
- Abdul Ghani Shahad